# Serie A 1971-1972 (pallacanestro maschile)
Il campionato di Serie A di pallacanestro maschile 1971-1972 è stato il cinquantesimo organizzato in Italia.
La formula rimane invariata: le 12 squadre si affrontano in partite di andata e ritorno, lo scudetto viene assegnato alla prima in classifica e solo l'ultima retrocede in Serie B per permettere l'allargamento a 14 società. Si rende necessario lo spareggio per decidere il campione d'Italia: la Simmenthal Milano lo vince per 64-60 sull'Ignis Varese.
Varese vince la Coppa Campioni 1971-1972.

## Classifica
|  |     | Classifica finale 1971-1972 | Pt | G  | V  | P  | PtF  | PtS  |
|  | --- | --------------------------- | -- | -- | -- | -- | ---- | ---- |
|  | 1.  | Simmenthal Milano           | 38 | 22 | 19 | 3  | 1845 | 1532 |
|  | 2.  | Ignis Varese                | 38 | 22 | 19 | 3  | 1845 | 1551 |
|  | 3.  | Forst Cantù                 | 36 | 22 | 18 | 4  | 1852 | 1675 |
|  | 4.  | Splügen Venezia             | 26 | 22 | 13 | 9  | 1627 | 1579 |
|  | 5.  | Norda Bologna               | 22 | 22 | 11 | 11 | 1701 | 1695 |
|  | 6.  | Snaidero Udine              | 22 | 22 | 11 | 11 | 1664 | 1752 |
|  | 7.  | Mobilquattro Milano         | 20 | 22 | 10 | 12 | 1686 | 1740 |
|  | 8.  | Maxmobili Pesaro            | 18 | 22 | 9  | 13 | 1541 | 1610 |
|  | 9.  | Eldorado Bologna            | 16 | 22 | 8  | 14 | 1549 | 1679 |
|  | 10. | Gorena Padova               | 12 | 22 | 6  | 16 | 1521 | 1656 |
|  | 11. | Partenope Napoli            | 10 | 22 | 5  | 17 | 1542 | 1672 |
|  | 12. | Stella Azzurra Roma         | 6  | 22 | 3  | 19 | 1471 | 1712 |

### Spareggio scudetto
| Roma 4 aprile 1972 | Simmenthal Milano | 64 – 60 | Ignis Varese |  |

## Verdetti
- Campione d'Italia:  Simmenthal Milano

Formazione: Renzo Bariviera, Paolo Bianchi, Giuseppe Brumatti, Mauro Cerioni, Ferrari, Giorgio Giomo, Doriano Iacuzzo, Giulio Iellini, Art Kenney, Massimo Masini. Allenatore: Cesare Rubini.
- Retrocessioni in Serie B: Stella Azzurra Roma.